# Уђи у празнину
Уђи у празнину је експериментални уметнички филм на енглеском језику из 2009. године који је написао и режирао Гаспар Ное, а главне улоге тумаче Натанијел Браун, Паз де ла Уерта и Сирил Рој. То је психолошки драмски филм смештен у неонско осветљене ноћне клубове у Токију, прича прати Оскара, младог америчког дилера дроге кога је полиција смртно упуцала, али који наставља да гледа касније догађаје током вантелесног искуства. Филм је снимљен из гледишта у првом лицу, које често лебди изнад градских улица, а повремено приказује Оскара како буљи преко сопственог рамена док се присећа тренутака из своје прошлости. Ное назива филм "психеделичном мелодрамом".
Груби рез је премијерно приказан на Филмском фестивалу у Кану 2009. године, али постпродукција је настављена, а филм је изашао у Француској тек скоро годину дана касније. Смањена верзија објављена је у Сједињеним Државама и Уједињеном Краљевству у септембру 2010. Критички одговор је био оштро подељен: позитивне критике описале су филм као задивљујући и иновативан, док су га негативне критике назвале досадним и детињастим. Филм се слабо показао на благајнама.

## Радња
Оскар (Натанијел Браун) живи у Токију са својом млађом сестром Линдом (Паз де ла Хуерта) и издржава се дилујући дрогу, противно савету свог пријатеља Алекса (Сирил Рој), који покушава да окрене Оскарово интересовање ка Тибетанској књизи Мртвих, будистичкој књизи о загробном животу. Први сегмент почиње одласком Линде на посао (у локални стриптиз клуб), а затим прати Оскарову ноћну рутину кроз строге снимке из тачке гледишта, укључујући несвестице које представљају трептање, приватне унутрашње мисли и продужене секвенце халуцинација, изазваних употребом ДМТ-а.
Затим, Алекс среће Оскара у стану и они одлазе како би Оскар испоручио дрогу свом пријатељу Виктору (Оли Александер). На путу, Алекс објашњава Оскару делове Тибетанске књиге мртвих: како дух мртве особе понекад остаје међу живима док не почне да доживљава ноћне море, након чега покушава да се реинкарнира. Стижу у бар под називом Празнина. Оскар улази сам и седа са узнемиреним Виктором, који промрмљава „Жао ми је“ пре него што их преплаве полицајци. Оскар се затвара у тоалету и покушава да испразни дрогу. Када испирање не ради, он кроз врата виче да има пиштољ и да ће пуцати. Као одговор, полицајац отвара ватру и пуца у Оскара, који пада на под.
Оскарово гледиште се подиже и гледа на његово тело одозго, а онда почињемо да сведочимо његовом животу нехронолошким редоследом. Његови вољени родитељи погинули су у саобраћајној несрећи; Оскар и Линда, одани једно другом, послати су у различите хранитељске домове; Оскар се преселио у Токио и зарађивао новац дилањем дроге док није могао да приушти да доведе Линду да живи са њим; Оскар спава са мајком свог пријатеља Виктора у замену за додатни новац да помогне да доведе своју сестру; Линда је нашла посао као стриптизета за власника ноћног клуба Марија, на Оскарову невољу; Оскар је повећао обим својих дилерских операција и почео да чешће користи моћне психоделике — посебно ДМТ; Виктор је открио да је Оскар спавао са својом мајком; и коначно, поново видимо како се Оскар састаје са Виктором у Празнини да би му продао дрогу, само да би био упуцан у купатилу.
После тога, бестелесни Оскар лебди изнад Токија и сведочи последицама његове смрти. Линда постаје повучена и малодушна, посебно након абортуса; Оскаров дилер, Бруно, уништава његову залиху; Алекс живи скривајући се на улици; а Линда би волела да је била са Алексом уместо са Маријом, као што је Оскар желео. Једном приликом Линда пожели да се Оскар врати у живот; Оскар тада улази у Линдину главу, и доживљава њен сан у коме се буди у мртвачници, из које је однето његово тело на кремацију.
У међувремену, Виктор и његова мајка вриште једно на друго јер је имала секс са Оскаром и због тога је Виктор обавестио полицију о Оскаровом диловању дроге; Виктора тада избацују из родитељске куће. Појављује се у Линдином стану и извињава се што је убио њеног брата, али каже да је Линда делимично крива јер се мотала около са језивим људима. Додуше, ово љути Линду, која више пута виче да Виктор треба да се убије.
Перспектива сада лебди високо изнад Токија и улази у авион, где Оскарова мајка доји бебу Оскара. Поглед тада пада на Линду и Алекса, који таксијем иду до љубавног хотела у Токију и имају секс. Перспектива се креће између хотелских соба и посматра неколико других парова који се сексају у различитим положајима. Сваки пар емитује пулсирајући ружичасти сјај налик електричном из својих гениталија. Оскар улази у Алексову главу и сведочи сексу са Линдом из Алексове тачке гледишта. Затим путује у Линдину вагину, посматра његову ејакулацију и прати сперму у оплодњу јајне ћелије своје сестре. Последња сцена је снимљена из перспективе бебе коју је родила Оскарова мајка. Према речима редитеља, ово је флешбек на Оскарово рођење у облику лажног сећања.

## Теме
Сам биоскопски доживљај је главни фокус филма, али постоји и централна тема празнине. Ное описује тему филма као „сентименталност сисара и светлуцаву празнину људског искуства.“ Драматургија након снимања Оскара је лабаво заснована на Тибетанској књизи мртвих, а завршава се потрагом духа за трагом начинa реинкарнације. Режисер, који се противи свим верским уверењима, каже да је „цео филм сан некога ко је прочитао Тибетанску књигу мртвих и чуо за њу пре него што је [упуцан из пиштоља]. То није прича о неком ко је умро , лети и реинкарнира се, то је прича о некоме ко је каменован када га упуцају и ко има интонацију сопственог сна." Ное описује крај филма као Оскарово сећање на "најтрауматичнији тренутак његовог живота". живот – сопствено рођење“. Редитељ такође оставља отворену могућност да Оскаров живот почне изнова у бескрајној петљи, због перцепције времена људског мозга.